# Macedonia (Ohio)
Macedonia ist eine City im Summit County im Bundesstaat Ohio der Vereinigten Staaten. Das U.S. Census Bureau ermittelte bei der Volkszählung 2020 eine Einwohnerzahl von 12.168.
Macedonia gehört zur Metropolregion von Akron.

## Geschichte
Der erste weiße Siedler in der Gegend war zu Beginn des 19. Jahrhunderts Henry Woods. Ursprünglich wurde die Siedlung The Corner genannt. Angeblich führte ein Bibelzitat aus der Apostelgeschichte 16, 9 „Komm herüber nach Mazedonien und hilf uns!“ zu dem heutigen Namen. Theologiestudenten aus Hudson, die sonntags dorthin kamen, um beim Gottesdienst auszuhelfen, sollen es verwendet haben.

## Geographie
Macedonias geographische Koordinaten lauten 41° 19′ N, 81° 30′ W. Der Ort liegt südlich der Gabelung der beiden Interstate-Autobahnen I-280 und I-471 an der Bahnstrecke von Cleveland über Bedford nach Hudson (Ohio). Die Ohio State Route 82 führt als East Aurora Road von Westen nach Osten durch das Stadtgebiet. 
Nach den Angaben des United States Census Bureaus hat die Stadt eine Gesamtfläche von 25,2 Quadratkilometern, wovon 0,1 Quadratkilometer Wasserflächen sind. Im Stadtgebiet befinden sich drei Parks, Sugar Bush Park, Mortus Park und Longwood Park.

## Demographie
Zum Zeitpunkt der Volkszählung im Jahr 2000 lebten in Macedonia 9224 Menschen. Davon wohnten 2 Personen in Sammelunterkünften, die anderen Einwohner lebten in 3276 Haushalten, darunter 2656 Familien. Die Bevölkerungsdichte betrug 368 Personen pro Quadratkilometer. Es wurden 3359 Wohneinheiten erfasst, durchschnittlich 134 pro Quadratkilometer. Ethnisch betrachtet setzte sich die Bevölkerung zusammen aus 91,42 Prozent Weißen, 5,59 Prozent Afroamerikanern, 0,15 Prozent amerikanischen Ureinwohnern, 1,83 Prozent Asiaten und 0,24 Prozent aus anderen ethnischen Gruppen; 0,76 Prozent gaben die Abstammung von mehreren Ethnien an. 0,75 Prozent der Einwohner waren spanischer oder lateinamerikanischer Abstammung.
Die Bewohner Macedonias verteilten sich auf 3276 Haushalte, von denen in 38,0 Prozent Kinder unter 18 Jahren lebten. 71,8 Prozent der Haushalte stellten Verheiratete, 6,9 Prozent hatten einen weiblichen Haushaltsvorstand ohne Ehemann und 18,9 Prozent bildeten keine Familien. 16,2 Prozent der Haushalte bestanden aus Einzelpersonen und in 4,5 Prozent aller Haushalte lebte jemand im Alter von 65 Jahren oder mehr alleine. Die durchschnittliche Haushaltsgröße betrug 2,82 und die durchschnittliche Familiengröße 3,17 Personen.
Die Bevölkerung verteilte sich auf 26,7 Prozent Minderjährige, 6,0 Prozent 18–24-Jährige, 30,9 Prozent 25–44-Jährige, 27,2 Prozent 45–64-Jährige und 9,2 Prozent im Alter von 65 Jahren oder mehr. Das Durchschnittsalter betrug 38 Jahre. Auf jeweils 100 Frauen entfielen 98,7 Männer. Bei den über 18-Jährigen entfielen auf 100 Frauen 97,7 Männer.
Das mittlere Haushaltseinkommen in Macedonia betrug 68.908 US-Dollar und das mittlere Familieneinkommen erreichte die Höhe von 77.125 US-Dollar. Das Durchschnittseinkommen der Männer betrug 50.187 US-Dollar, gegenüber 31.820 US-Dollar bei den Frauen. Das Pro-Kopf-Einkommen belief sich auf 27.739 US-Dollar. 1,5 Prozent der Bevölkerung und 0,8 Prozent der Familien hatten ein Einkommen unterhalb der Armutsgrenze, davon waren 1,5 Prozent der Minderjährigen und 3,2 Prozent der Altersgruppe 65 Jahre und mehr betroffen.

## Schulen
- Nordonia High School

## Persönlichkeiten
- Ronald M. Sega (* 1952), Astronaut
- Rob Sims (* 1983), American-Football-Spieler
- Roy Williams, Footballspieler
- Vonda Ward (* 1973), Boxerin und Basketballspielerin